# Sacosperma
Sacosperma  es un género con dos especies de plantas con flores perteneciente a la familia de las rubiáceas.
Es nativo de África tropical.

## Taxonomía
Sacosperma fue descrita por G.Taylor in Exell y publicado en Cat. Vasc. Pl. S. Tome} 218, en el año 1944.
Sinonimia
- Peltospermum Benth. in Hook. (1849), nom. illeg.[4]

## Especies
- Sacosperma paniculatum (Benth.) G.Taylor in Exell 1944
- Sacosperma parviflorum (Benth.) G.Taylor in Exell 1944